# 樊庆斌
樊庆斌（1958年—），汉族，山东郓城人，中华人民共和国企业家、政治人物，第九届、第十届、第十一届、第十三届全国政协委员。
担任山东省菏泽市工商联主席、山东省宋江武术学校校长、郓城县政协副主席。2008年，当选第十一届全国政协委员，代表体育界，分入第四十三组。2018年1月，当选第十三届全国政协委员。